# Kanclerz (szkolnictwo wyższe)
Kanclerz (z łac. canellarius) – kierownik administracji uczelnianej, mianowany, odwoływany i odpowiedzialny przed rektorem. Wykonuje zadania organizacji pracy kancelaryjno-archiwalnej (w tym kwestury) szkoły wyższej.
W zależności od statutów poszczególnych uczelni może pełnić funkcję bezpośredniego przełożonego służbowego nad kierownikami archiwów naukowych, wyodrębnionych w organizacji uczelni. Nie jest jednak osobą decyzyjną dla wydawania aktów normatywnych prawa wewnętrznego uczelni i pism formalnych, do czego wyłączność posiadają organy szkoły wyższej (w zależności od sprawy równolegle: administrujące, pracownicze i dydaktyczne). Pozostałe kompetencje kanclerza nie są normowane w prawodawstwie powszechnym wprost w ustawie ustrojowej, a wynikają z innych aktów prawa powszechnego (m.in. Kodeks postępowania administracyjnego, ustawa o narodowym zasobie archiwalnym i archiwach, Kodeks pracy). Do jego wyłącznych kompetencji, co do zasady, należy tworzenie, znoszenie i przekształcanie jednostek i komórek organizacyjnych administracji uczelnianej. Ma głos doradcy w posiedzeniach Senatu. Z upoważnienia rektora reprezentuje pracodawcę wobec pracowników administracyjnych i technicznych uczelni. Często, także z upoważnienia rektora, podejmuje czynności prawne w postępowaniach administracyjnych, zwłaszcza wobec osób nie będących pracownikami i studentami uczelni. Jako kierownik archiwum zakładowego może pełnić funkcję inspektora ochrony danych.
Może występować również w organizacjach uniwersytetów powszechnych (ludowych), będąc odpowiednikiem stanowiska pracy kierownik administracji a. główny specjalista ds. administracyjnych (kancelaryjnych) itp.
W Wielkiej Brytanii i krajach brytyjskiej tradycji akademickiej (dawne jej kolonie i terytoria) kanclerz uczelni (ang. chancellor) jest odpowiednikiem rektora jako organu władzy szkoły wyższej, nie zawsze będąc pracownikiem naukowo-dydaktycznym. W zależności od aktów statutarnych poszczególnych uczelni, godność kanclerza jest wyłącznie honorowa, a jego faktyczne obowiązki wypełnia prokanclerz (ang. prochancellor) a. wicekanclerz (ang. vice-chancellor).
Taki zakres funkcji kanclerza obowiązywał powszechnie w XVII–XIX w. w uczelniach wzorujących się na Oksfordzie oraz w Rosji (do 1917). Wraz z upowszechnieniem w krajach niemieckich urzędu szefa rządu – również zw. kanclerzem – jego obowiązki zostały zredukowane do znanych współcześnie w Polsce. W 2014 tradycyjny urząd kanclerza został przywrócony na Ukrainie.